# كانتون فاليه
كانتون فاليه يقع في جنوب غرب سويسرا.

## أعلام
- رينيه ري
- جان فرانسوا فورنييه